# Vía marítima del San Lorenzo

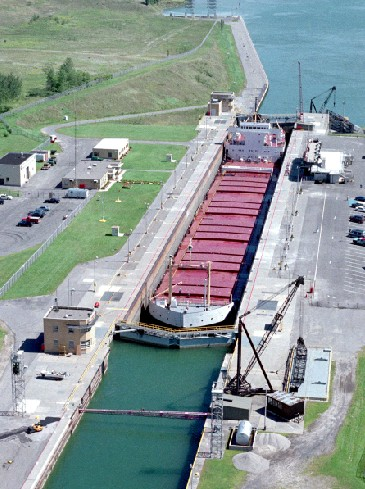
Esclusas del canal de Eisenhower.

La vía marítima del San Lorenzo (en inglés: Saint Lawrence Seaway; en francés: Voie maritime du Saint-Laurent), a veces en español canal del San Lorenzo, es el nombre con el que se conoce al sistema de esclusas, conductos y canales que permite a los buques oceánicos viajar desde el océano Atlántico hasta el lago Superior, la cabeza del sistema de los Grandes Lagos de Norteamérica. Legalmente, tiene una longitud de unos 3700 km y se extiende desde Montreal al lago Erie, incluido el canal Welland que permite salvar las cataratas del Niágara. La vía marítima lleva el nombre del río San Lorenzo, cuyas fuentes alcanzan hasta el lago Ontario. Esta sección de la vía marítima no es un canal continuo, sino que comprende tramos de conductos navegables dentro del río, un buen número de esclusas y también canales hechos para sortear las zonas de rápidos y las presas existentes en la ruta navegable. 
La vía marítima del San Lorenzo está bajo administración conjunta canadiense-estadounidense, controlando las esclusas canadienses la Saint Lawrence Seaway Management Corporation y las estadounidenses la Saint Lawrence Seaway Development Corporation.
Esta hidrovía se complementa con la vía navegable de los Grandes Lagos (Great Lakes Waterway) que hace que el río San Lorenzo sea navegable desde Montreal a la ciudad de Kingston (Ontario). Las dos vías navegables son a menudo denominadas conjuntamente simplemente como «vía marítima del San Lorenzo». La «vía marítima de los Grandes Lagos» (Great Lakes Seaway) tiene esclusas más grandes y profundas que la «vía marítima del San Lorenzo» con el resultado de que una serie de cargueros del lago (Lake freighters o Lakers) están confinados en los lagos, siendo lo suficientemente pequeños como para operar en la hidrovía, pero demasiado grandes para pasar por la vía marítima.

## Descripción
La primera parte de la vía marítima es una cadena de canales a lo largo del río San Lorenzo que comprende siete esclusas (cinco canadienses, dos estadounidenses). La vía comienza en el puerto de Montreal, donde el canal del South Shore (esclusas Saint-Lambert y Sainte-Catherine) permite salvar los rápidos de Lachine. Al oeste de la isla de Montreal y del lago San Luis, el canal y las dos esclusas de Beauharnois permiten ir más allá de la central hidroeléctrica de Beauharnois.
La vía marítima deja Quebec por el lago Saint-François y la Primera nación del Consejo de los Mohawk de Akwesasne para pasar entre la provincia de Ontario y el estado de Nueva York hasta el lago Ontario. El canal Wiley-Dondero (esclusas Snell y Eisenhower) permite ir más allá de la central hidroeléctrica Moses-Saunders. La esclusa corta de Iroquois también permite ir más allá de la presa Iroquois que controla el nivel del lago Ontario.

### Esclusas en el río San Lorenzo
Hay siete esclusas en la parte del río San Lorenzo de la vía marítima. De abajo arriba son:
1. Esclusa St. Lambert - Saint Lambert, Quebec (QC)
2. Esclusa Côte Ste. Catherine - Sainte-Catherine, QC
3. Esclusas Beauharnois (2 lesclusas) - Melocheville, QC
4. Esclusa Snell - Massena, Estado de Nueva York (NY)
5. Esclusa Eisenhower - Massena, NY
6. Esclusa Iroquois - Iroquois, Ontario

### Esclusas en el canal Welland
Hay 8 esclusas en el canal Welland:
1. St. Catharines (Ontario)
2. St. Catharines
3. St. Catharines
4. Thorold (Ontario)
5. Thorold
6. Thorold
7. Thorold
8. Port Colborne (Ontario)

## Historia
La vía marítima del San Lorenzo fue precedida por una serie de otros canales. En 1862, las esclusas en el río San Lorenzo permitían ya el tránsito de barcos de 57 m de largo, 13,56 m de ancho y 2,7 m de calado. El canal de Welland, en ese momento, permitió el tránsito de barcos de 43 m de largo, 7,9 m de ancho y 3,0 m de profundidad, pero era generalmente demasiado pequeño como para permitir el paso de los grandes barcos de alta mar.
Las propuestas para la vía marítima se iniciaron en 1909, pero se encontraron con la resistencia de los grupos de presión del ferrocarril y los puertos de los Estados Unidos. Además de reemplazar el sistema de canales, la generación de hidroelectricidad también impulsó el proyecto. Después de rechazar numerosos acuerdos para la construcción de un canal marítimo, la construcción fue aprobada en 1954, cuando Canadá declaró que estaba dispuesta a proceder de manera unilateral.
En los Estados Unidos, el Dr. N.R. Danielian fue el director de los 14 volúmenes de la «Encuesta de la vía marítima San Lorenzo» (St. Lawrence Seaway Survey ) realizada por el Departamento de Comercio de los Estados Unidos (1939-43) en colaboración con el Secretario de Estado de asuntos Canadá-Estados Unidos sobre las cuestiones relativas a la vía marítima, y trabajó durante más de 15 años para la aprobación de la Ley de vías marítimas (Seaway Act). Más tarde fue nombrado presidente de la Asociación de los Grandes Lagos San Lorenzo (Great Lakes St. Lawrence Association) para promover el desarrollo en beneficio de la América profunda (American Heartland).
La vía marítima se abrió a la navegación el 25 de abril de 1959 y costó $ 470 millones de dólares de EE. UU., de los que 336,2 fueron pagados por el gobierno canadiense. La reina Isabel II del Reino Unido y el presidente estadounidense Dwight D. Eisenhower inauguraron formalmente la vía marítima el 26 de junio de 1959, con un corto crucero a bordo del yate real Britannia, después de dirigirse a la multitud en Saint-Lambert, Quebec.
La apertura de la vía marítima es a menudo considerada como el motivo del declive del canal de Erie, desencadenando así la grave crisis económica de varias ciudades del norte del estado de Nueva York.

## Efectos ambientales
Para crear un canal navegable a través de los rápidos de Long Sault y permitir que se establecieran centrales hidroeléctricas inmediatamente aguas arriba de Cornwall (Ontario) y Massena (Nueva York), tuvo que ser creado un embalse artificial. Bautizado como lago San Lorenzo (Lake St. Lawrence), requirió la inundación el 1 de julio de 1958 de seis ciudades y tres pueblos en Ontario, ahora conocidos como «Los pueblos perdidos» ("The Lost Villages"). También hubo inundaciones en el lado del estado de Nueva York, pero no hubo comunidades afectadas.
La creación de la vía marítima también conllevó la introducción de especies invasoras de animales acuáticos y vegetales en los ecosistemas acuáticos del ríoSan Lorenzo y de los Grandes Lagos, especialmente el mejillón cebra y la lamprea de mar.
La vía marítima proporciona entretenimiento y recreo importantes, permitiendo actividades como los paseos en bote, las acampadas, la pesca, y el buceo. De particular interés es que la vía marítima proporciona la posibilidad de observar un buen número de naufragios dentro de los límites de buceo de recreo (menos profundas de 40 m). La región también ofrece buceo técnico con algunos naufragios a una profundidad de más de 70 m. Sorprendentemente, la temperatura del agua puede llegar a estar muy caliente, alcanzando los 24 °C a mediados y finales del verano. Los primeros 3 m del lago Ontario se calientan y entran en el río San Lorenzo, y el rápido movimiento de masas de agua no produce circulación de tipo termoclina.